# جيمس إينل باكر
جيمس إينل باكر هو عالم عقيدة وكاتب وأستاذ جامعي كندي، ولد في 22 يوليو 1926 في غلوستر في المملكة المتحدة.

## وصلات خارجية
- جيمس إينل باكر على موقع إن إن دي بي (الإنجليزية)